# Marc Forné Molné
Marc Forné Molné, andorski odvetnik in politik, * 30. december 1946, Andorra la Vella, Andorra.
Bil je predsednik vlade Andore med 7. decembrom 1994 in 27. majem 2005.